# Влажные низменные леса Сан-Томе, Принсипи и Аннобона
Влажные низменные леса Сан-Томе, Принсипи и Аннобона — экологический регион, расположенный на вулканических островах Сан-Томе, Принсипи и Аннобон в Гвинейском заливе. Статус сохранности экорегиона оценивается как уязвимый, его специальный код — AT0127.

## Климат
Климат экваториальный. В течение всего года влажность высокая. На острове Сан-Томе годовое количество осадков колеблется от 1000 мм на северо-востоке до 4000 мм на юго-западе. На Принсипи характер осадков аналогичен, на Аннобоне их количество немного меньше. Среднегодовые температуры колеблются от 30—33 °C до 18—21 °C, наблюдаются небольшие сезонные колебания температуры.

## Флора и фауна
Уровень эндемизма довольно высок. У различных представителей флоры и фауны часто встречаются типичные островные приспособления, такие как гигантизм или карликовость. Begonia crateris, Columba thomensis, Nectarinia thomensis — примеры видов, которые имеют большие размеры в сравнении с их континентальными видами, малый оливковый ибис, напротив, меньше других представителей своего рода.
Флора островов весьма своеобразна. 37 эндемичных растений произрастают на Принсипи, 95 на Сан-Томе (вместе с одним эндемичным родом) и 20 на Аннобоне. Только 16 эндемичных для экорегиона растений произрастают более чем на одном острове. Это подчёркивает высокую степень изоляции островов и указывает на то, что каждый остров получил свою флору отдельно от материка.
Острова имеют большое значение для сохранение птиц. На Принсипи обитает 7 эндемичных видов птиц. Сан-Томе насчитывает 16 эндемичных видов и 2 эндемичных рода. На Аннобоне есть монотипный эндемичный род. На двух или более островах обитают ещё 4 эндемичных вида птиц. Есть ряд эндемичных подвидов. Все птицы обитают в лесу.
На островах мало местных млекопитающих. Сан-томеская белозубка — единственное эндемичное наземное млекопитающее, обитающее на Сан-Томе, помимо него на Сан-Томе обитает два эндемичных вида летучих мышей.
Из 24 видов пресмыкающихся только 6 не являются эндемиками. Вполне вероятно, что неэндемичные гекконы и сцинки были завезены.

## Состояние экорегиона
С середины девятнадцатого века как на Принсипи, так и на Сан-Томе были созданы большие плантации кофе и какао, что привело к повсеместному уничтожению первичных лесов. После 1930-х годов, и особенно после обретения независимости Сан-Томе в 1975 году, многие плантации были заброшены, в результате чего произошла некоторая регенерация вторичных лесов. С середины 1980-х земельные реформы привели к повторной расчистке второстепенных лесов. В настоящее время площадь первичных лесов составляет 40 км² на Принсипи и 240 км² на Сан-Томе. На Аннобоне бо́льшая часть леса была изменена людьми. Многие эндемичные виды животных приспособились к изменённой среде обитания на плантациях какао и кофе.
Биоразнообразие островов особенно восприимчиво к интродукции неместных видов. На все три острова на протяжении столетий завозились домашние и дикие млекопитающие. Сейчас невозможно оценить ущерб, который они нанесли.
В последнее время увеличилось количество охраняемых территорий, в некоторых местах восстанавливаются лесные среды обитания. Остров Аннобон полностью был признан охраняемой территорией.